# Radiostyrt ur

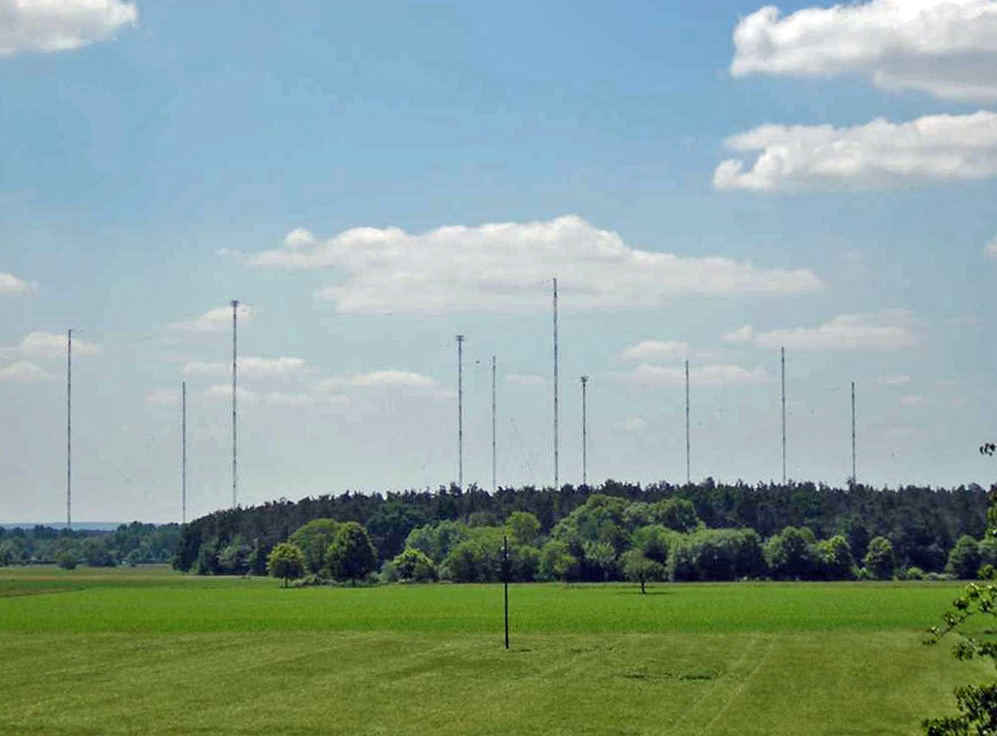
Sändaren DCF77 i Mainflingen i Tyskland.

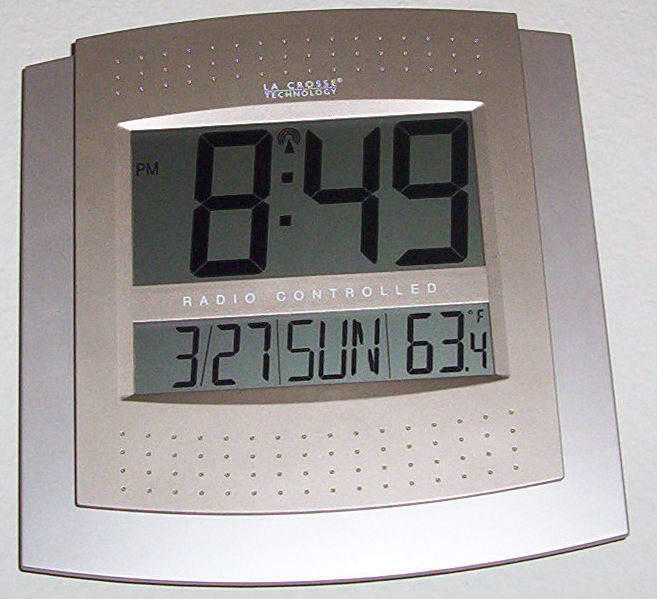
Radiostyrd klocka.

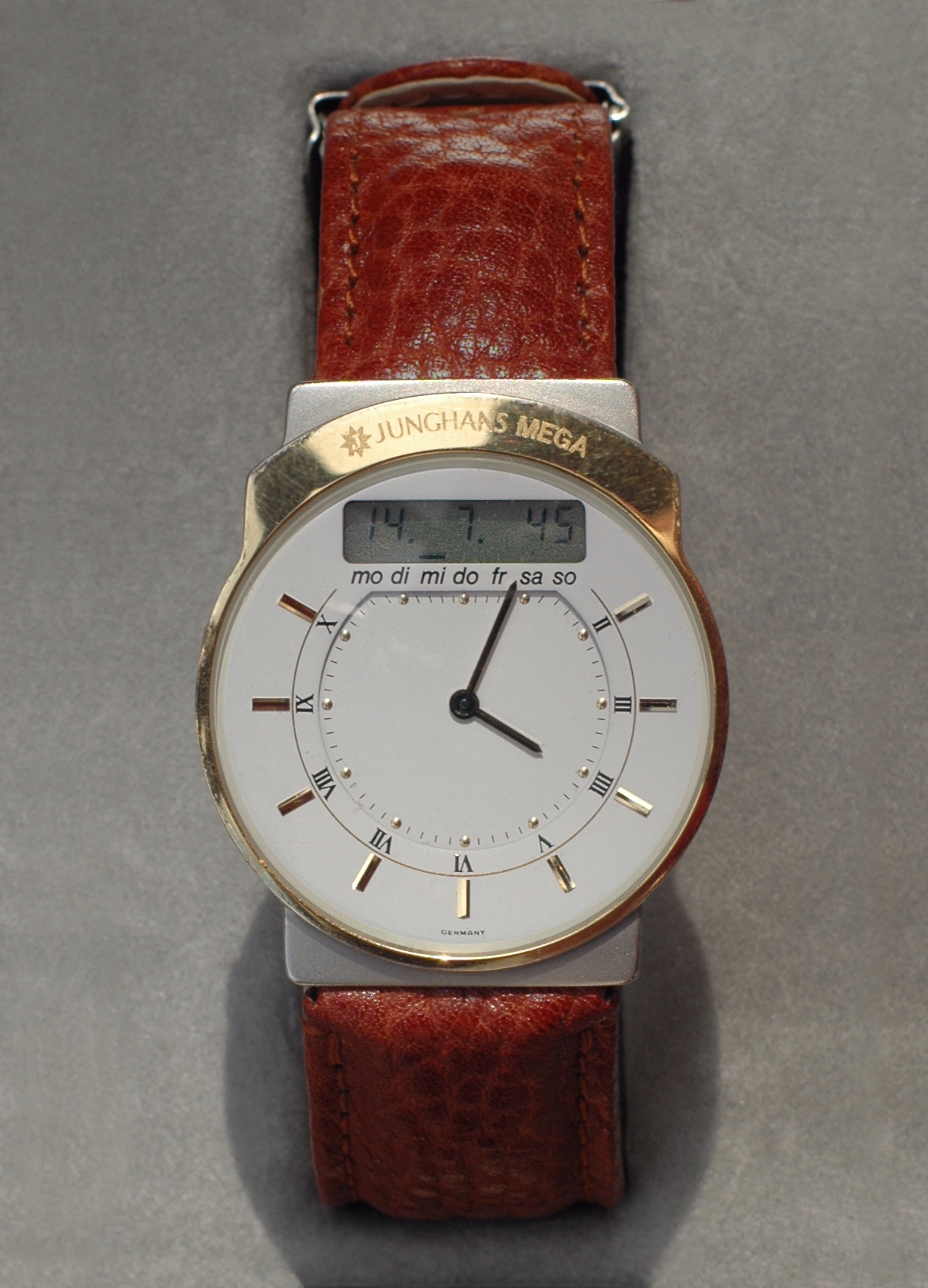
Radiostyrd klocka Junghans Mega (analog).

Ett radiostyrt ur (radioklocka) är ett ur som synkroniseras av en utsänd tidskodad bitsekvens från en radiosändare ansluten till en tidsenhet, som atomur.
Sådana klockor kan tidssynkroniseras till en enda sändare, såsom många nationella eller regionala tidssändare, men kan också använda sig av flera sändare, likt det globala positionssystemet (GPS). Användningsområdet sträcker sig från att ställa datorklockor till klockor avsedda för personligt bruk, eller annan tillämpning där exakt tidsinformation behövs.

## Beskrivning
Radiostyrda ur styrs av en sändare kopplad till atomur. Dessa radiosändare, normalfrekvens- och normaltidstationer finns på ett flertal platser i världen. Den som ligger närmast Sverige ligger i Mainflingen nära Frankfurt i Tyskland. Den tyska stationen har identitetsbeteckningen DCF77 och sänder kontinuerligt på frekvensen 77,5 kHz. Den har ett täckningsområde som i Sverige sträcker sig ungefär till Luleå. Norr om Luleå är mottagningen osäker. Stationen MSF i Anthorn i Cumbria i nordvästra England sänder på frekvensen 60,0 kHz över Storbritannien och Irland. Stationen WWVB i Fort Collins i Colorado i USA sänder också på 60,0 kHz. Andra normalstationer i USA sänder på flera frekvenser (5 000, 10 000 och 15 000 kHz) på kortvågsbanden; WWB i Boulder och WWH på Hawaii. RWM i Moskva sänder tidssignaler dygnet runt på 4 996, 9 996 och 14 996 kHz som hörs bra i Sverige.  Två japanska stationer, bägge med identifikationssignalerna JJY, sänder på 40,0 kHz (i norr Fukushima) resp. 60,0 kHz (i syd Fukuoka/Saga). I Kina finns BPC i Shangqiu City i Henanprovinsen som sänder på 68,5 kHz. Liknande stationer finns i ett flertal andra länder på jorden. Den exakta tiden gäller endast vid den plats där atomuret är uppställt. För alla andra platser fördröjs signalen beroende på överföringstiden i förbindelsen, som inte är försumbar trots att radiovågorna går "med ljusets hastighet". För lågfrekvensstationerna (långvåg) sker överföringen med s.k. markvåg, som är ganska stabil, men ger en fast fördröjning i proportion till avståndet till sändaren. För de sändningar som sker i högfrevensbanden (kortvåg) sker överföringen på längre sträckor med s.k. rymdvåg, som inte är lika stabil som långvåg, men har större räckvidd. Variationerna hos kortvågssignalerna beror dels på jonosfärens egenskaper, dels på att avståndet kan bli större i kortvågsstationernas stora täckningsområden. Det går t.ex. bra att i Sverige ta emot signaler från WWB (kortvåg) om signaler från WWV (långvåg) inte når fram. De billiga radiostyrda uren bygger alla på mottagning av signaler från långvågsstationer. För användning av tidsignalerna på kortvåg krävs mer specialiserad mottagningsapparatur, som används för diverse vetenskapliga ändamål, och som inte förekommer bland den breda allmänheten.
Mätosäkerheten vid synkronisering mot en långvågsändande normalstation är 0,1 – 15 ms. När man använder en kortvågreferens ska man räkna med en osäkerhet på 1 – 20 ms.
De vanligaste radiostyrda uren ställs vid tillverkningen in på frekvensen för den normalstation som skall tas emot, vilket sedan inte kan ändras av användaren. Reser man med sitt radiostyrda ur till täckningsområdet för en normalstation med annan frekvens upphör styrningen, och uret fungerar då bara som ett ordinärt kvartsur. Det finns också några multibands- eller världsur som kan ta emot signaler från flera olika stationer.
Radiostyrda ur har funnits sedan 1991 då Junghans Uhren GmbH i Tyskland började sälja sin Mega 1. Dessa tidiga radiostyrda ur betingade i handeln i Sverige ett pris på ungefär 800 kr. Nu 2010 finns dessa ur att köpa i handeln för runt 100 kronor och uppåt. Ur med funktionen multiband finns från ca 300 kr till över 20 000 kr.
Tidssignalerna sänds med en speciell, internationellt antagen kod, som anger inte bara timmar, minuter och sekunder, utan även vilken dag det är. Den kod som sänds av DCF77 sköter även växlingen mellan sommartid och vintertid, så att alla av denna station styrda ur vid den tidpunkt, som fastställts gälla inom EU, rycker en timme framåt eller bakåt utan att innehavaren behöver göra något.
För dem som använder MSF som referensstation blir det inte så enkelt, eftersom Storbritannien tillämpar sommartid, men inte Irland, som ligger i samma täckningsområde. I USA är läget beträffande sommartid mycket komplicerat. Dels har man inom den sammanhängande delen fyra olika tidszoner (Alaska och Hawaii har sina egna tidszoner utanför detta), dels är tillämpningen av sommartid mycket olika mellan de olika staterna, som var och en själv bestämmer när växling ska ske. Det finns ingen samlad syn på växlingsdatum, så det sker olika i de olika delstaterna. Vissa stater växlar inte alls. Detta ställer till mycket bekymmer exempelvis för flygets tidtabeller. Detta kan leda till att man vid en kort tur mellan två närliggande stater skenbart landar innan man startat.
I det fall införande av skottsekund är aktuellt, ordnas det också automatiskt av normalstationen. Skottsekunder, om de behövs, förekommer bara vid den midnatt, som inträffar vid ett halvårsskifte. Det sker genom att vid man vid den kritiska tidpunkten först sänder koden för sekund 59, därefter sekund 60 och sedan sekund 00. Man sänder så att säga samma sekund två gånger. När skottsekund inte ska sändas är det sekund 00, som följer på sekund 59. Med andra ord innebär detta att sändning av koden för sekund 60 förekommer ytterst sällan. Vissa år sänds sekund 60 inte någon gång. Skottsekundens vara eller icke vara beror på ojämnheter i jordens rotation, som inte kan beräknas långt i förväg. Beslutet fattas först några månader före aktuellt halvårsskifte och stöder sig på en mängd observationer av skilda slag, vilka sammanställs av Earth Rotation and Reference Systems Service (IERS).
Ett radiostyrt ur av speciellt slag är det som ingår i GPS-mottagare, vilka även kallas satellitklocka. Dessa synkroniseras av atomur av cesium-typ eller rubidium-typ i de 24 GPS-satelliterna. Osäkerheten uppgår till mindre än 1 µs.